# Purple (album Stone Temple Pilots)
Purple – drugi album studyjny zespołu Stone Temple Pilots, opublikowany 7 czerwca 1994 nakładem wytwórni Atlantic.

## Skład wykonawców
- Dean DeLeo – gitara
- Robert DeLeo – gitara basowa
- Scott Weiland – wokal
- Eric Kretz – perkusja

## Lista utworów
1. Meatplow (3:37)
2. Vasoline (2:56)
3. Lounge Fly (5:18)
4. Interstate Love Song (3:14)
5. Still Remains (3:33)
6. Pretty Penny (3:42)
7. Silvergun Superman (5:16)
8. Big Empty (4:54)
9. Unglued (2:34)
10. Army Ants (3:46)
11. Kitchenware & Candybars (8:06)